# Reprezentacja Polski w unihokeju kobiet
Reprezentacja Polski w unihokeju kobiet – zespół unihokeja reprezentujący Rzeczpospolitą Polską w meczach i sportowych imprezach międzynarodowych, w którym występować mogą wszystkie zawodniczki posiadające obywatelstwo polskie, niezależnie od wieku, narodowości czy wyznania. Za jej funkcjonowanie odpowiedzialny jest Polski Związek Unihokeja (PZUnihokeja).

## Historia
Reprezentacja Polski swój pierwszy występ w MŚ miała w 2001 r. Największym sukcesem Polek w MŚ jest zajęcie 5 miejsca w 2019 r.

## Udział w imprezach międzynarodowych

### Mistrzostwa Europy
| Rok     | M                 | Z                 | R                 | P                 | Suma              | +/-               | Miejsce           |
| ------- | ----------------- | ----------------- | ----------------- | ----------------- | ----------------- | ----------------- | ----------------- |
| ME 1995 | nie brały udziału | nie brały udziału | nie brały udziału | nie brały udziału | nie brały udziału | nie brały udziału | nie brały udziału |

### Mistrzostwa Świata
| Rok     | M                 | Z                 | R                 | P                 | Suma              | +/-               | Miejsce           |
| ------- | ----------------- | ----------------- | ----------------- | ----------------- | ----------------- | ----------------- | ----------------- |
| MŚ 1997 | nie brały udziału | nie brały udziału | nie brały udziału | nie brały udziału | nie brały udziału | nie brały udziału | nie brały udziału |
| MŚ 1999 | nie brały udziału | nie brały udziału | nie brały udziału | nie brały udziału | nie brały udziału | nie brały udziału | nie brały udziału |
| MŚ 2001 | 5                 | 1                 | 2                 | 2                 | 12:26             | -14               | 12. miejsce       |
| MŚ 2003 | 6                 | 4                 | 0                 | 2                 | 34:25             | +9                | 10. miejsce       |
| MŚ 2005 | nie brały udziału | nie brały udziału | nie brały udziału | nie brały udziału | nie brały udziału | nie brały udziału | nie brały udziału |
| MŚ 2007 | 6                 | 6                 | 0                 | 0                 | 44:16             | +28               | 11. miejsce       |
| MŚ 2009 | 5                 | 1                 | 0                 | 4                 | 15:26             | -11               | 8. miejsce        |
| MŚ 2011 | 6                 | 3                 | 0                 | 3                 | 22:31             | −9                | 6. miejsce        |
| MŚ 2013 | 7                 | 3                 | 0                 | 4                 | 19:52             | −33               | 7. miejsce        |
| MŚ 2015 | 7                 | 3                 | 0                 | 4                 | 19:33             | −14               | 7. miejsce        |
| MŚ 2017 | 7                 | 3                 | 0                 | 4                 | 34:50             | −16               | 7. miejsce        |
| MŚ 2019 | 7                 | 4                 | 0                 | 3                 | 35:45             | −10               | 5. miejsce        |
| Razem   | 56                | 28                | 2                 | 26                | 231:304           | -73               |                   |

### Kwalifikacje do MŚ
| Rok  | M | Z | R | P | Suma  | +/- | Miejsce |
| ---- | - | - | - | - | ----- | --- | ------- |
| 2009 | 2 | 2 | 0 | 0 | 15:7  | +8  | 1/3     |
| 2011 | 5 | 4 | 1 | 0 | 44:11 | +33 | 1/6     |
| 2013 | 5 | 5 | 0 | 0 | 32:7  | +25 | 1/6     |
| 2015 | 4 | 3 | 0 | 1 | 27:12 | +15 | 2/5     |
| 2017 | 4 | 3 | 0 | 1 | 33:8  | +25 | 2/5     |
| 2019 | 4 | 3 | 0 | 1 | 36:7  | +29 | 2/5     |